# Meteora sporadica
Meteora sporadica es una especie de protozoo de vida libre descubierta en 2002 en la cuenca de las Espóradas (parte del mar Mediterráneo) a una profundidad de 1230 metros bajo el nivel del mar. Hasta el momento, es la única especie descrita del género Meteora.

## Descripción
Es un protozoo biflagelado de cuerpo celular incoloro y ovular, mide entre 3,0 y 4,4 μm de largo y entre 2,0 y 4,0 μm de ancho. Presenta dos apéndices laterales en forma de brazo y dos apéndices axiales. Los apéndices laterales se mueven independientemente uno del otro, como si remaran.

## Clasificación
Se lo clasificó como un eucariota de clasificación incierta debido a su morfología única, diferente a la de cualquier otro grupo de protistas. Dos décadas después, un análisis filogenético de Meteora sporadica en 2022 no lo había relacionado sólidamente con ningún grupo conocido de eucariotas, lo que sugirió que podría ser un nuevo grupo eucariota de alto nivel. Desde  2024 los análisis filogenéticos revelaron que pertenece a Hemimastigophora o está relacionado con este grupo.